# Carlos Rodríguez Cano
Carlos Rodríguez Cano   (Almuñécar, 2 de febrer de 2001) és un ciclista espanyol, professional des del 2020, quan fitxà per l'Ineos Grenadiers, de categoria UCI WorldTeam.
En el seu palmarès destaca el Campionat d'Espanya en ruta del 2022 i una victòria d'etapa en el seu debut al Tour de França.

## Palmarès
- 2018
  -  Campió d'Espanya de contrarellotge júnior
  - 1r de la Copa d'Espanya júnior
  - 1r al Circuito Guadiana júnior
  - 1r a la Bizkaiko Itzulia i vencedor d'una etapa
  - Vencedor d'una etapa al Tour de Gironda
  - Vencedor d'una etapa al Trofeu Centre Morbihan
  - Vencedor d'una etapa a la Vuelta al Besaya
- 2019
  -  Campió d'Espanya de contrarellotge júnior[4]
  - 1r a la Gipuzkoa Klasika
  - 1r al Tour de Gironda i vencedor d'una etapa
  - 1r a la Vuelta al Besaya i vencedor d'una etapa
  - 1r a la Bizkaiko Itzulia i vencedor d'una etapa
  - 1r a la Vuelta Ribera del Duero i vencedor de 2 etapes
  - Vencedor d'una etapa a la Volta a la província de València
- 2021
  - Vencedor d'una etapa al Tour de l'Avenir
- 2022
  -  Campió d'Espanya en ruta
  - Vencedor d'una etapa a la Volta al País Basc
- 2023
  - Vencedor d'una etapa al Tour de França
  - Vencedor d'una etapa a la Volta a la Gran Bretanya
- 2024
  - 1r al Tour de Romandia
  - Vencedor d'una etapa a la Volta al País Basc
  - Vencedor d'una etapa al Critèrium del Dauphiné

### Resultats al Tour de França
- 2023. 5è de la classificació general i vencedor d'una etapa
- 2024. 7è de la classificació general

### Resultats a la Volta a Espanya
- 2022. 7è de la classificació general